# 7322 Лаврентина
7322 Лаврентина (7322 Lavrentina) — астероїд головного поясу, відкритий 22 вересня 1979 року.
Тіссеранів параметр щодо Юпітера — 3,123.